# 金澤兼六製菓
株式会社金澤兼六製菓（かなざわけんろくせいか）は、石川県金沢市に本社を置く菓子製造販売会社。

## 概要
1935年6月、石川県金沢市で創業。
カタログ業者や菓子問屋、食品系商社向けに和洋菓子を販売を行っている。

## 事業所
- 本社（石川県金沢市畝田中4-58-3）
- 受注センター伊賀工場・直売店（三重県伊賀市西明寺2380-1）
- 珠洲工場（石川県珠洲市正院町正院20-92-1）
- 白山工場（石川県能美市三道山町へ21）

## 主な商品
- 兼六の華[4]
- 金澤ケーキ[5]
- カナルチェ